# 1229
1229 (MCCXXIX) fue un año común comenzado en lunes del calendario juliano.

## Acontecimientos
- Ugedei, tercer hijo de Gengis Kan, es elegido su sucesor, siendo así el segundo Khaghan del Imperio mongol.

este se compromete a no atacar Egipto a cambio de las ciudades de Jerusalén, Belén y Nazaret.
- 18 de febrero - Palestina: la Sexta Cruzada Federico II, emperador del Sacro Imperio Romano Germánico firma una tregua de diez años con al-Kamil, recuperando Jerusalén, Nazaret y Belén sin ninguna lucha ni apoyo del papado.
- 31 de diciembre, Jaime I de Aragón entra en la ciudad de Mallorca, iniciándose la conquista de la isla.
- Fin de la sexta cruzada. Federico II recupera Jerusalén mediante la diplomacia.
- Conquista de la ciudad de Cáceres por las tropas de Alfonso IX, rey de León.

## Fallecimientos
- 13 de marzo - Blanca de Navarra, Infanta de Navarra